# Lucy Lee-Robbins
Lucy Lee-Robbins (née Lucy Lee Robbins) le 24 juin 1865 à New York et décédée le 28 juillet 1943 à Paris, est une peintre américaine. Expatriée en France dans sa jeunesse, elle est notamment connue pour ces portraits de nus féminins, un sujet inhabituel pour une femme peintre à la fin du  XIXe siècle.

## Biographie
Elle déménage avec sa famille à Paris, dans les années 1880 où elle rejoint, un peu plus tard, un atelier pour femmes dirigé par les peintres Jean-Jacques Henner et Carolus-Duran. Ce dernier réalisera son portrait en 1884.
En 1887, elle expose pour la première fois au Salon de la Société des artistes français. Au cours de sa carrière, elle expose ses œuvres à l'Académie américaine des beaux-arts, à la Pennsylvania Academy of the Fine Arts, à l'Art Institute of Chicago et à l'Union des femmes peintres et sculpteurs. À partir de 1889, elle expose à la Société nationale des beaux-arts dont elle devient membre en 1890. En 1891, l’État français lui achète un tableau intitulé Les Trois Parques, peint d'après les divinités Parques, qui est exposé au musée de Cambrai et détruit pendant la Première Guerre mondiale. En 1893, elle participe à l'exposition internationale de Chicago. En 1895, elle épouse le peintre néerlandais Hendrik-George van Rinkhuyzen.
Durant sa carrière, elle se spécialise dans la représentation de portraits, la réalisation de scènes issues de la mythologie grecque ou romaine ou plus tard la peinture de nus féminins, un sujet inhabituel pour une femme peintre à la fin du XIXe siècle.
En 1895, elle épouse à Paris, le Hollandais Hendrik George Van Rinkhuÿsen, décédé à Paris dans le XVIe arrondissement, le 6 janvier 1922.
Ses œuvres sont notamment visibles ou conservées au département des arts graphiques du musée du Louvre à Paris et au Chrysler Museum of Art de Norfolk.

## Le nu féminin
La contribution de Lucy Lee-Robbins, bien qu’elle soit peu documentée, est d’avoir osé représenter le nu féminin dans des oeuvres de grandes tailles. Car ce type de représentations était, au XIXe siècle, réservé aux seuls hommes. Certaines critiques féministes faites à Lee-Robbins pointent du doigt sa représentation érotique de la femme et l’exposition de son corps aux regards masculins, perpétuant ainsi les conventions  patriarcales de la femme comme objet du désir masculin. Cependant, tel que noté par Brandon Brame Fortune , les représentations du nu féminin  chez Lucy Lee-Robbins se distinguent des canons de représentations du nu dans le classicisme français. Ses femmes nues semblent évoquer davantage l’introspection et la relaxation, qu’un désir de séduire. Les nus n'y sont d’ailleurs pas idéalisés. Ce sont des femmes appartenant à la modernité et représentées dans leur espace privé.

## Œuvres

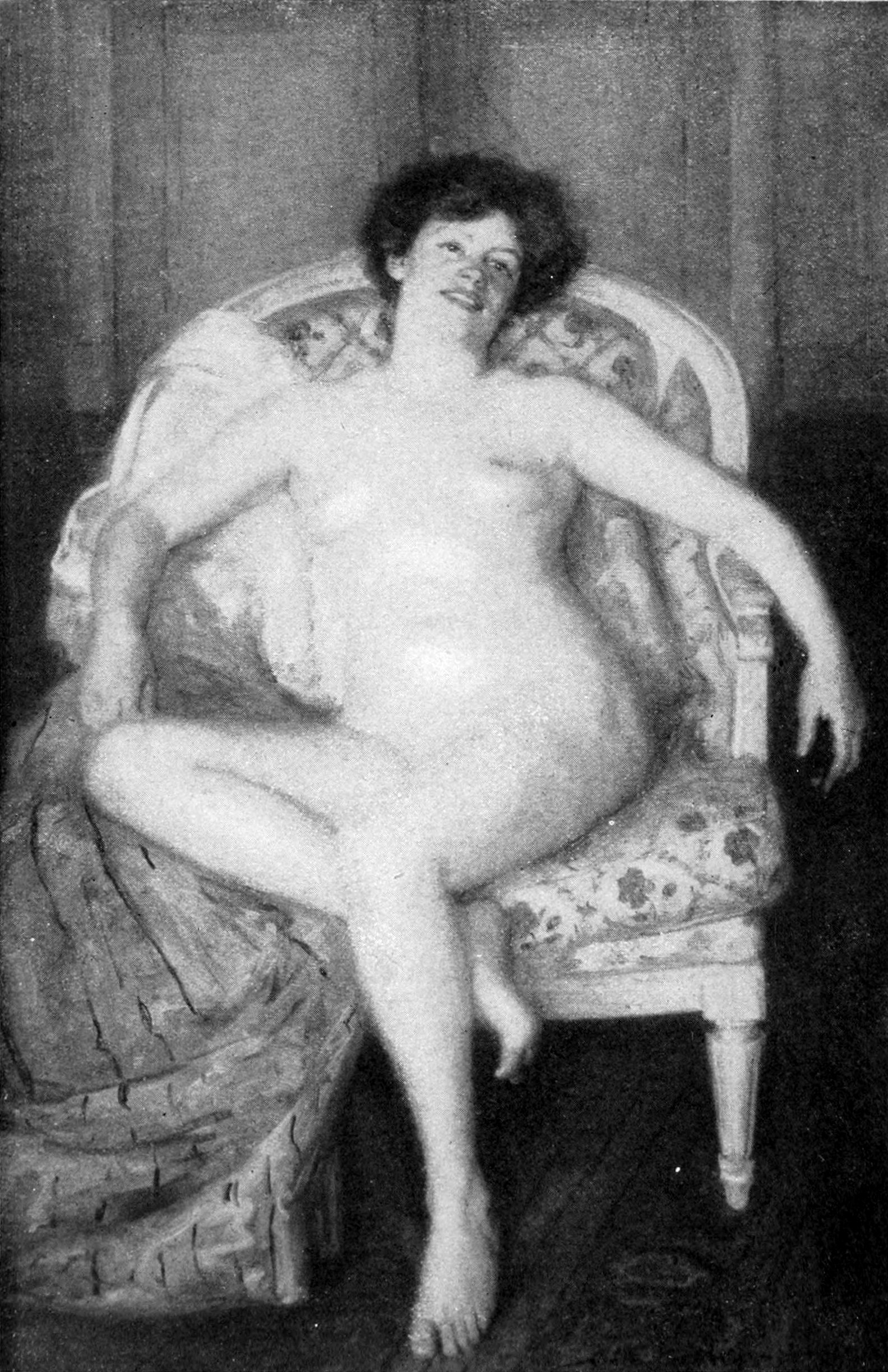
Femme Nue, sans date
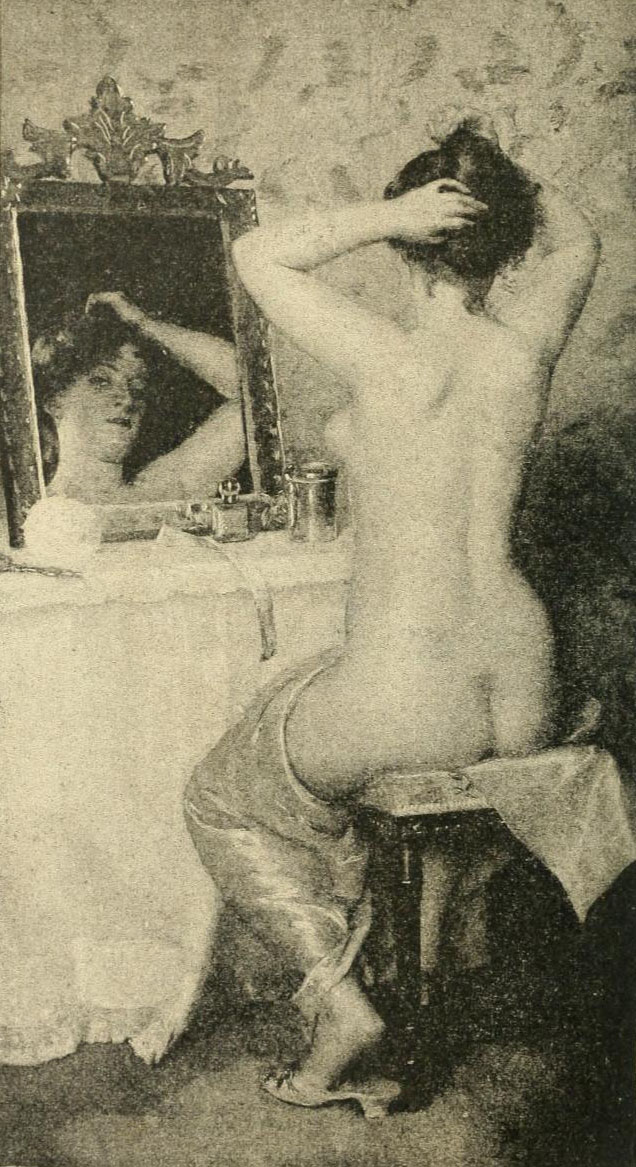
Gravure d'après le tableau Before the Looking Glass (A sa toilette), 1892